# 东梁村
35°52′01″N 116°24′33″E / 35.866871°N 116.409104°E
东梁村，也称梁村、粮村，是中华人民共和国山东省泰安市东平县彭集街道下辖的一个行政村，该村位于彭集街道西部，331省道南侧，距离彭集街道办事处驻地约5千米。该村共有249户，人口1004人，耕地面积为1287亩。:45

## 历史
该村据传最早是装卸粮食的码头，明朝末年，谢姓人家于此处建村，称谢粮村，清代康熙年间，张姓在谢粮村旁建张粮村。两个村庄合并后称粮村，后来演变为梁村，再后来为了与今属州城街道的同名村庄区别而改名东梁村。:45
清代，东梁村属东平州东乡仁字保:37。1931年废除保甲制度，建区设乡镇，东梁村此时属东平第五区第三乡。1939年，八路军115师抵达东平后，其所属六支队一团一部曾对沙河站一带进行破袭战，但在任务完成后返回东梁村宿营，遭到日军沿公路跟踪突袭，经受损失。1944年2月13日晨，东平县抗日民主政府在东梁村召开党政连级以上干部大会，遭到伪军五区区队袭击。县大队在大队长郄晋武指挥下反攻，俘获伪军23人，县大队无一伤亡，此为“东梁村战斗”:362。
中华人民共和国成立后，1953年，东平五区改为东平七区（彭家集区），东梁村属苇子河乡管辖。1958年初，撤彭集区，东梁村属梁村乡，东梁村为彭集区梁村乡驻地:46:232。10月属梁村人民公社，11月梁村公社撤销，东梁村划归彭集街道。1962年，彭集公社设管理区，东梁村属东梁村管理区。1984年，人民公社撤销，东梁村属彭集区东梁村乡。1985年，彭集区撤销，东梁村乡并入彭集镇，东梁村属彭集镇管辖。1988年，再次设置东梁村管理区，东梁村属之。:39-44

## 教育

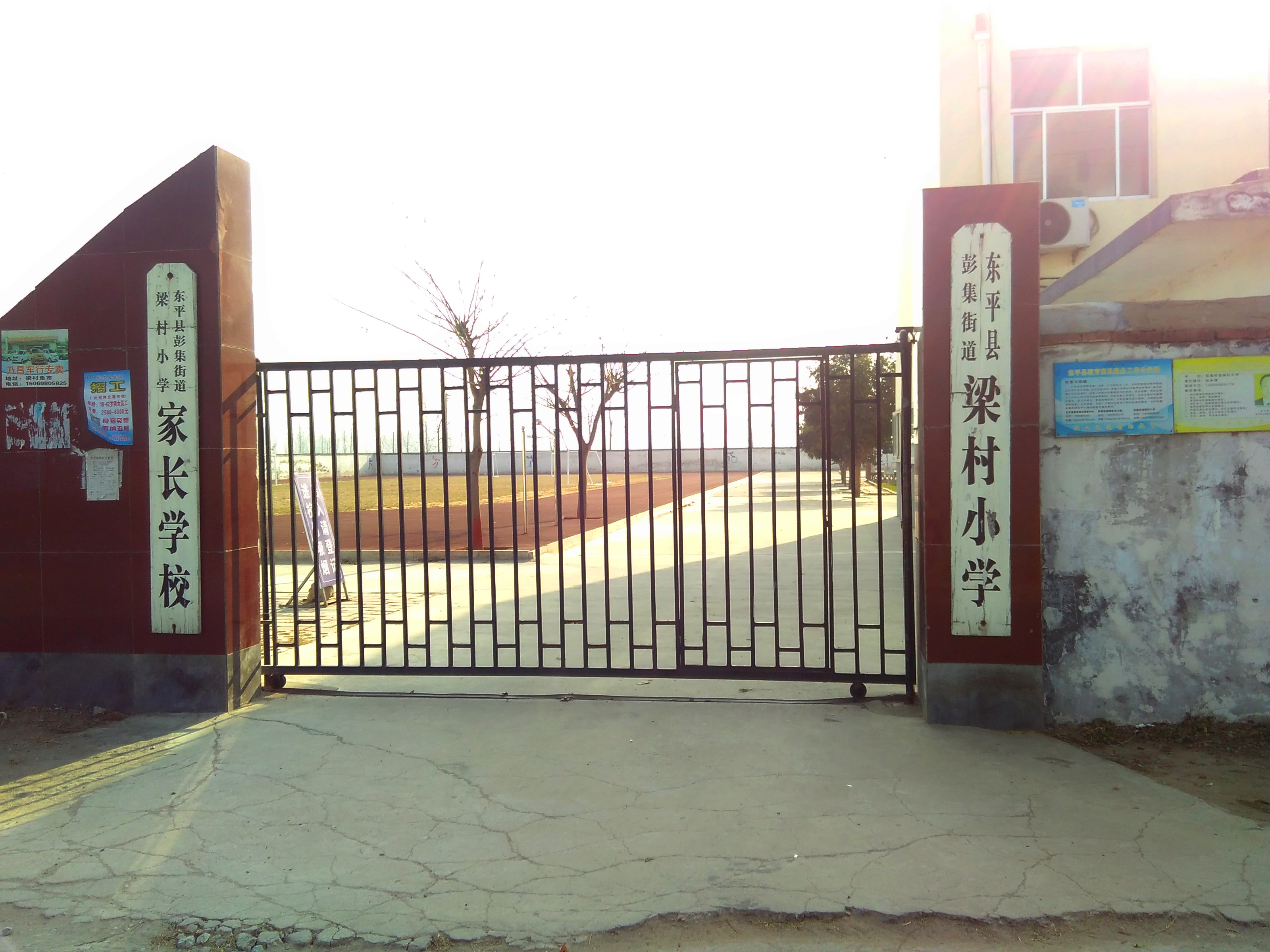
梁村小学，东梁村村村内的一所小学

1982年，东梁村建立梁村联中，后改为梁村中学，1995年时，该中学设有6个班，在校生363人，教职工25人:384-387。彭集镇成人教育中心学校曾设于东梁村，后迁走。:402